# Boris Godounov (film, 1989)
Pour les articles homonymes, voir Boris Godounov (homonymie) et Godounov.
Pour plus de détails, voir Fiche technique et Distribution.
Boris Godounov est un film franco-hispano-yougoslave réalisé par Andrzej Żuławski, sorti en 1989. 
C'est l'adaptation de l'opéra Boris Godounov de Modeste Moussorgski, lui-même adapté de la tragédie d'Alexandre Pouchkine.

## Synopsis
Chambellan d'Ivan le Terrible, Boris Godounov exerce ensuite la régence pour Fédor Ier. À la mort de ce dernier, Boris Godounov devient tsar.

## Fiche technique
- Titre français : Boris Godounov
- Réalisation : Andrzej Żuławski
- Scénario : Andrzej Żuławski d'après Modeste Moussorgski et Alexandre Pouchkine
- Musique : Modeste Moussorgski
- Directeur de la photographie : Pierre-Laurent Chénieux
- Montage : Marie-Sophie Dubus
- Costumes : Magdalena Biernawska-Teslawska
- Son : Dominique Hennequin, Guy Level et Michel Lepage
- Sociétés de production : Gaumont, La Sept, Erato Films
- Société de distribution : UGC
- Pays d'origine :  Espagne,  France,  Yougoslavie
- Format : Couleur  - 1,85:1
- Langue: russe
- Genre : drame
- Durée : 115 minutes
- Date de sortie :
  - France : 20 décembre 1989

## Distribution
- Ruggero Raimondi : Boris Godounov
- Kenneth Riegel : le prince Chouisky
- Pavel Slabý : le moine Grigori (acteur)
- Wyatscheslaw Polozov : le moine Grigori (chanteur)
- Bernard Lefort : Pimène (acteur)
- Paul Plishka : Pimène (chanteur)
- Delphine Forest : Marina Mnichek (actrice)
- Anne-Marie Pisani : l'aubergiste (actrice)
- Galina Vishnevskaya : Marina Mnichek / l'aubergiste (chanteuse)
- Kaline Carr : Xenia (actrice)
- Catherine Dubosc : Xenia (chanteuse)